# Agrișu de Sus, Bistrița-Năsăud
Agrișu de Sus este un sat în comuna Șieu-Odorhei din județul Bistrița-Năsăud, Transilvania, România. , satul a fost atestat documentar în anul 1364, în monografia lui Kadar.
Toponimia este una evolutivă,de la Egrus (1364), la Agrişu de Sus (1853),dat fiind faptul că termenul maghiar „egeres” se traduce cu „pădure de arini”
Prima biserică datată în Agrişu de Sus era una din lemn cu hramul ”Sfântul Ierarh Nicolae”, însoţită de o casă parohială, iar din 1867 ţine, ca filie, de Parohia Figa. În 1910 se construieşte o biserică nouă, de piatră, de către zidarii beclenari Szala Ion şi Sâmboan Ion şi George, cu hramul ”Sf. Ierarh Nicolae”, sub păstorirea preotului Simion Popan, protopop al Protopopiatului Beclean fiind preotul Ioan Bulbuc. Biserica va fi renovată şi zugrăvită la interior în timpul preotului Liviu Rusu, de către zugravul Mureşan Aurel din Beclean (1948).

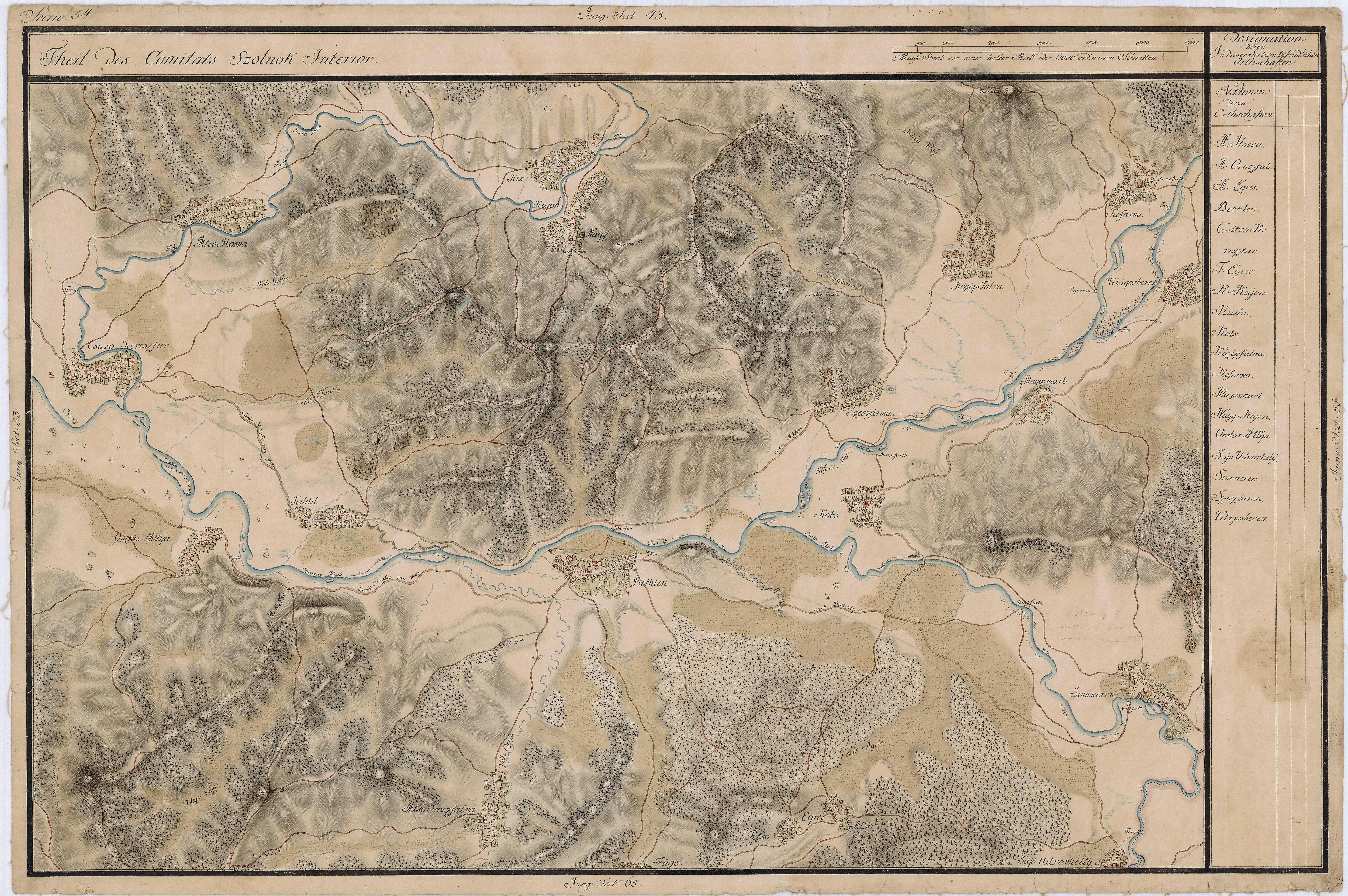
Agrișu de Sus în Harta Iosefină a Transilvaniei, 1769-73

Parohia Agrisu